# Batalla de Víborg
La batalla de Víborg (finés: Viipurin taistelu) tuvo lugar en dicha ciudad finlandesa del 24 al 29 de abril de 1918 entre la Guardia Roja y la Guardia Blanca, y fue la última batalla de la guerra civil finlandesa. Durante la batalla, los guardias rojos iban dirigidos por Kullervo Manner y Míjail Svechnikov, mientras que los guardias blancos eran inicialmente comandados una vez más por el general Löfström.
El ejército blanco estaba compuesto por 18 400 soldados y 84 cañones, que se enfrentaron a 7000 soldados rojos, además de cañones rusos y voluntarios. Los combates se iniciaron cuando la artillería blanca inició el bombardeo de la plaza, que duró un par de días. Desde ese momento, comenzaron unos violentos combates callejeros, en los que se impusieron los blancos. La batalla fue ganada en su totalidad por los blancos, y en consecuencia los dirigentes rojos y sus simpatizantes se exiliaron en Rusia. La lucha se cerró con alrededor de 5000-6000 prisioneros.